# 保罗·丁斯特巴赫
保罗·丁斯特巴赫（德語：Paul Dienstbach，1980年10月10日—），德国男子赛艇运动员。他曾代表德国参加世界赛艇锦标赛，获得一枚金牌、一枚银牌和一枚铜牌，均来自男子四人单桨无舵手项目。